# Ламбина (деревня)
Ламбина — деревня в Вагайском районе Тюменской области. Входит в Бегишевское сельское поселение.

## География
Деревня находится на берегу реки Шалейка. Деревня находиться в 200 метрах от посёлка Инжура и 800 метров от деревни Симонова.

## Население
| 2010 |
| ---- |
| 11   |